# Œil-de-tigre

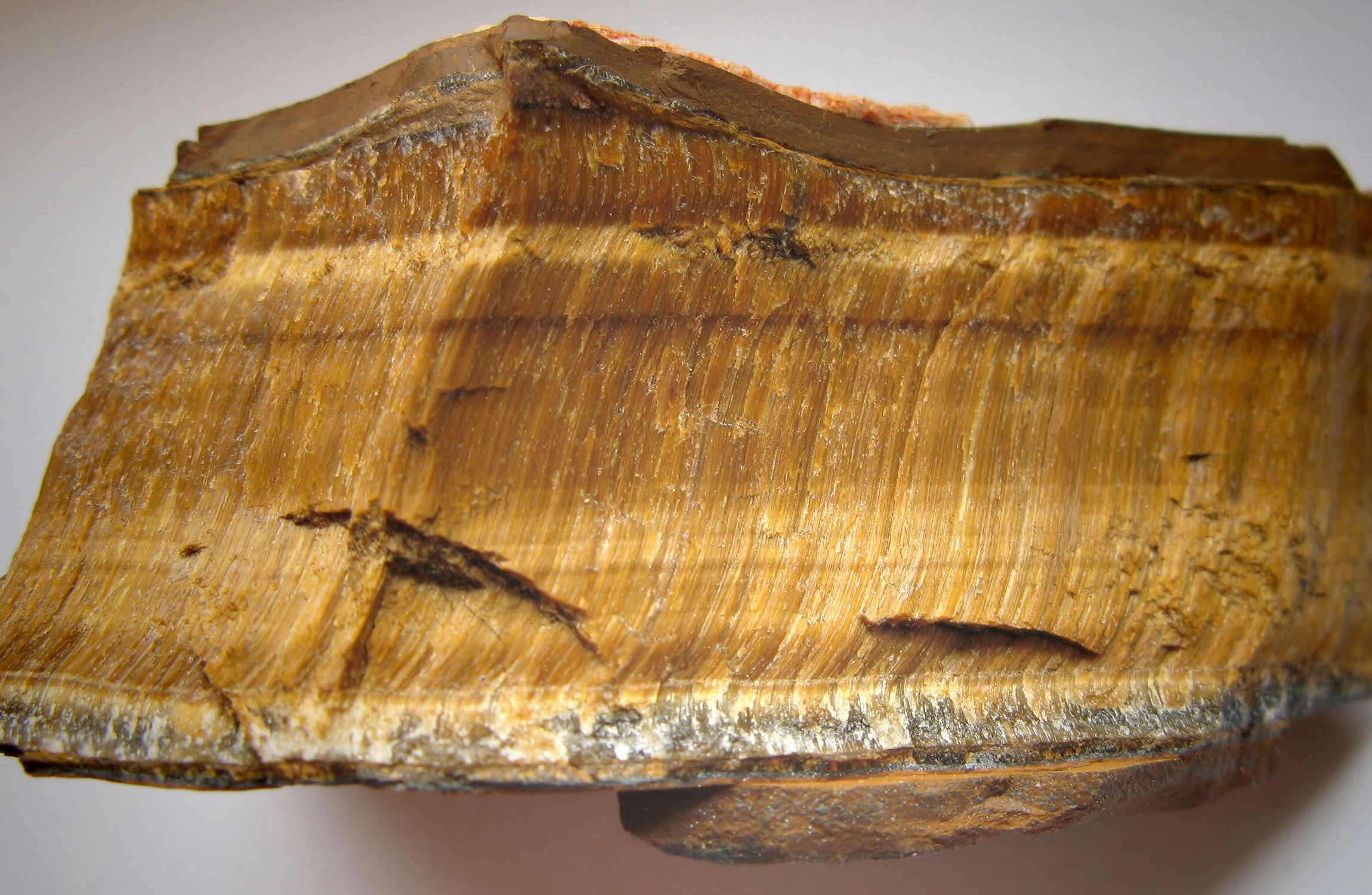
Œil-de-tigre forme brute - Afrique du Sud

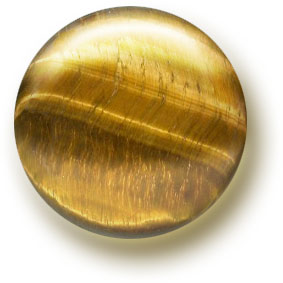
Œil-de-tigre poli

L'œil-de-tigre est une variété de quartz, considérée comme pierre fine, utilisée dans les bijoux et objets d'art.

## Composition
Ce minéral aux tons tigrés jaune et marron est formé d'Amosite (variété fibreuse de la Grunérite), elle est l'une des six variétés de fibres regroupées sous l’appellation commerciale « amiante ».

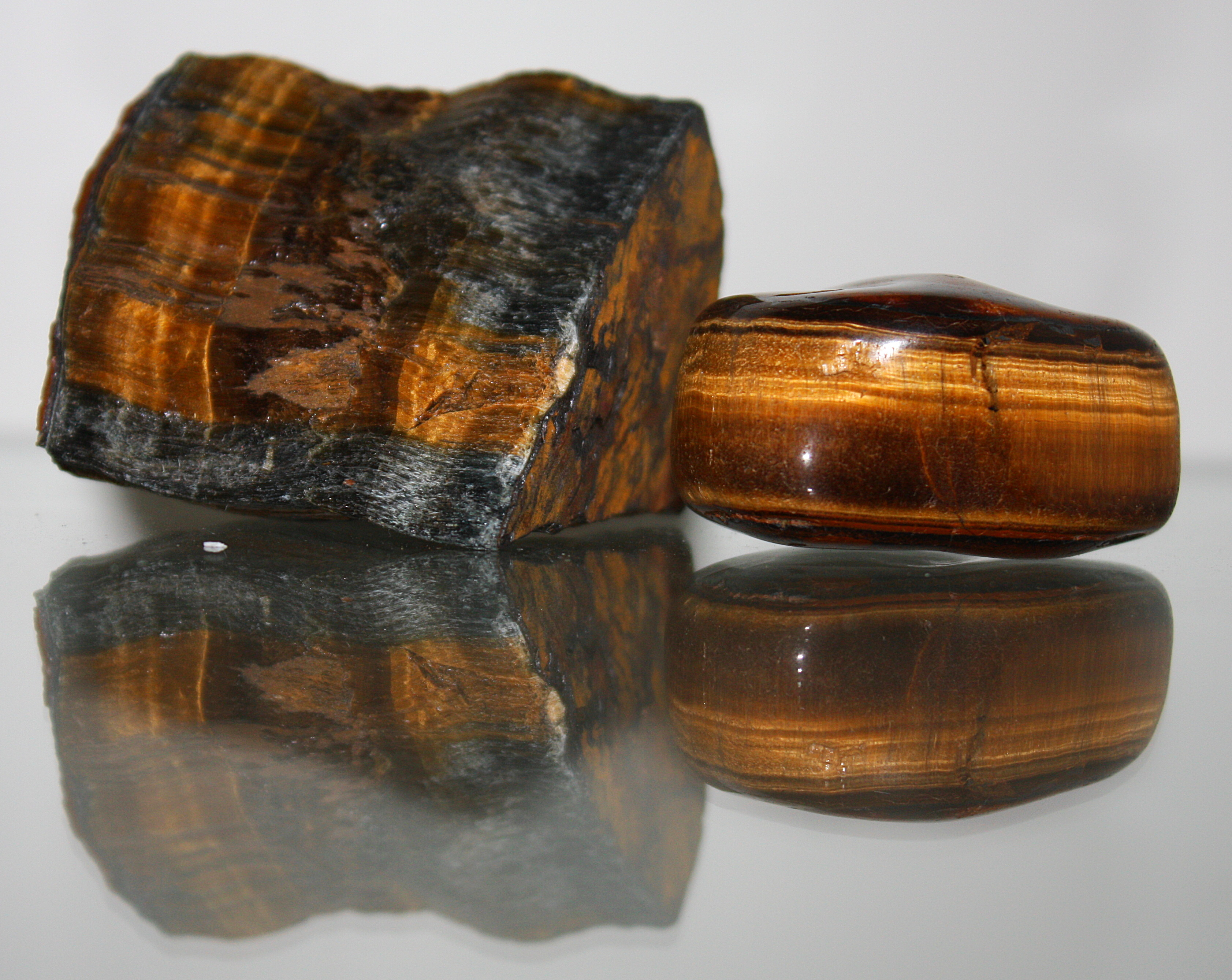
Œil-de-tigre forme brute et forme polie.

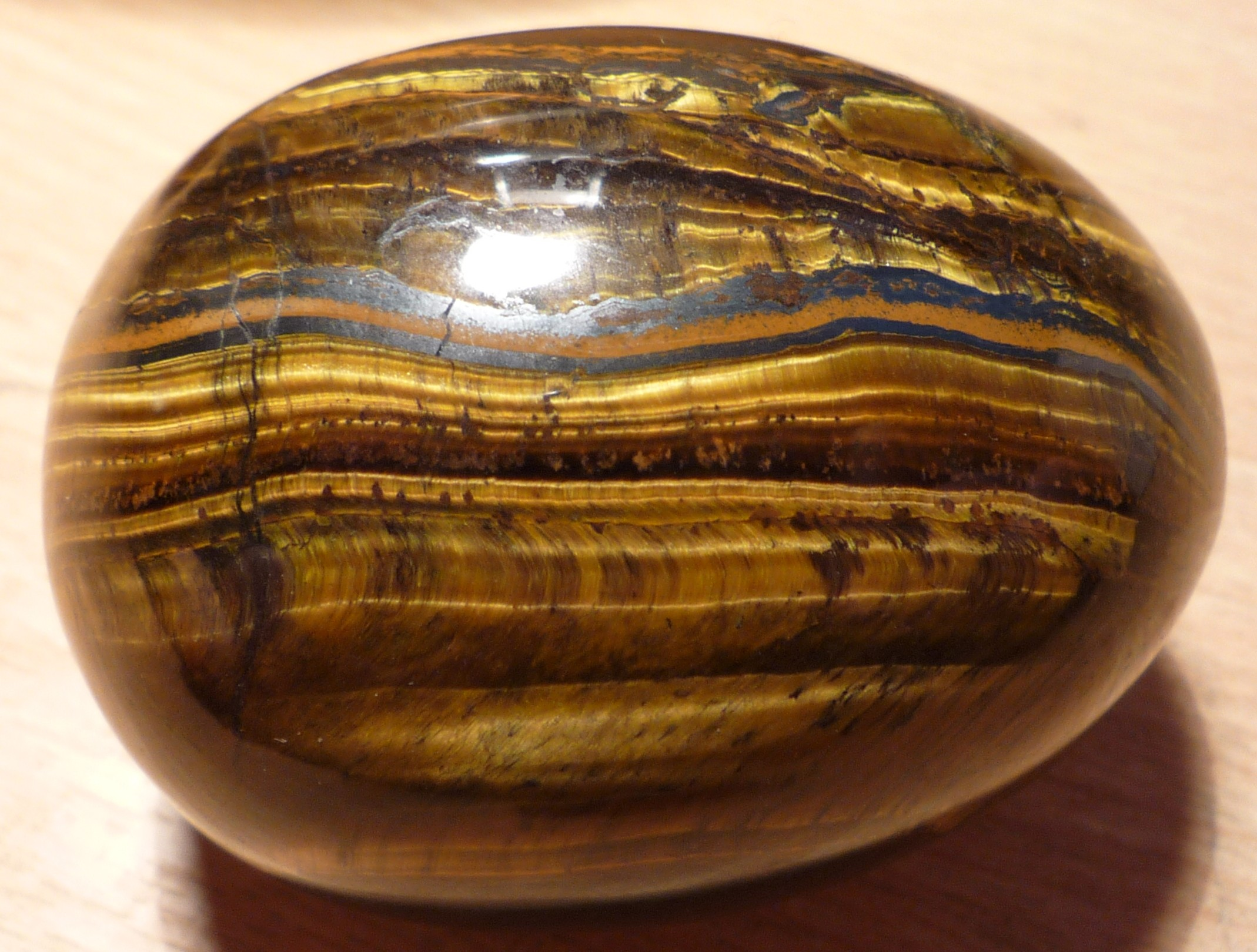
Œil-de-tigre façonné afin de ressembler à un œuf.

Les fibres de ce minéral ont été partiellement substituées par de la silice, par un phénomène de pseudomorphose.
Elle appartient à la variété des quartz microcristallins. Pierre opaque et dure, d'une dureté de 7 sur l'échelle de Mohs et d'une densité comprise entre 2,64 et 2,71, sa couleur chatoyante peut aller du bleu gris au jaune brun et au rouge brun.

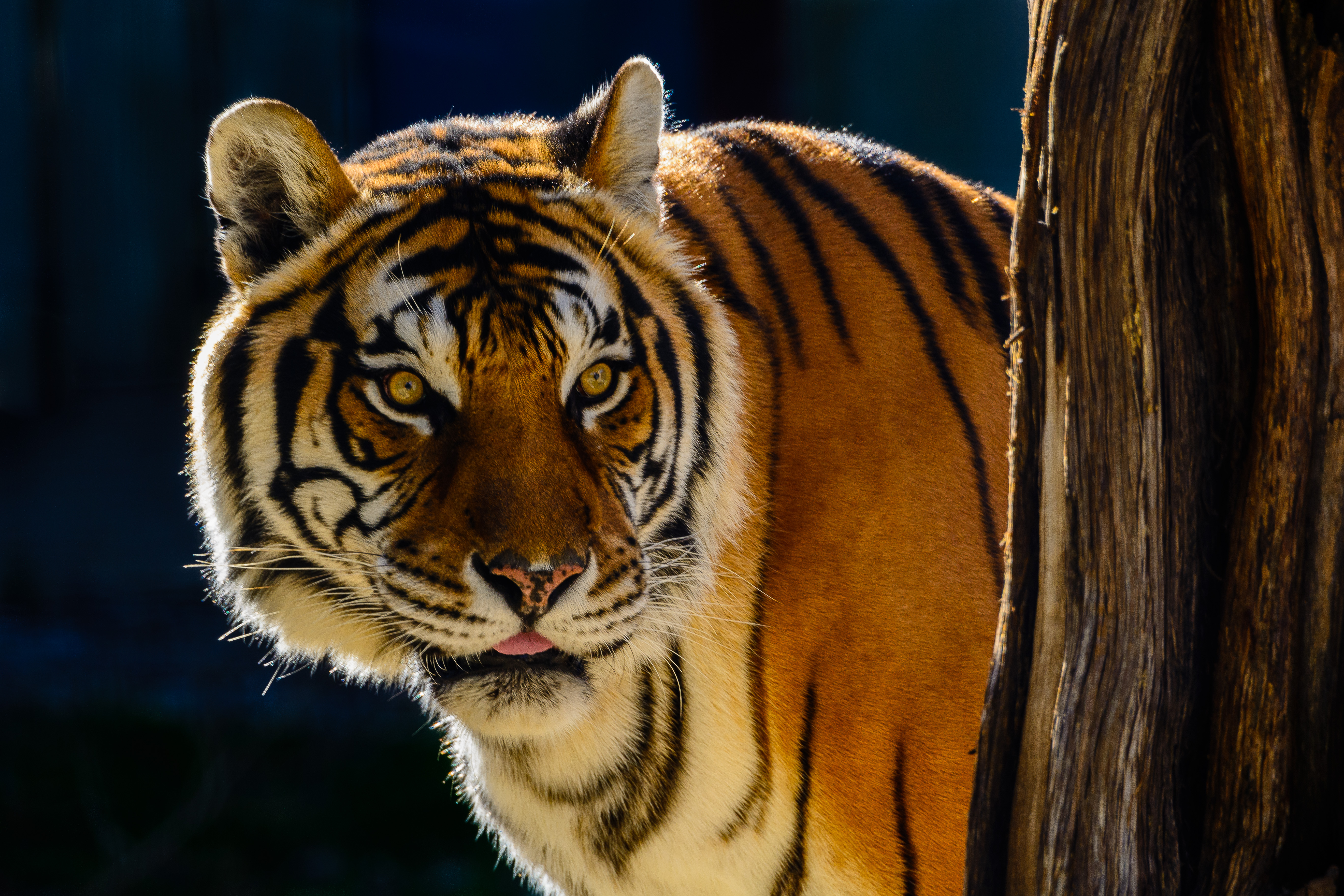
Les yeux d'un Tigre.

Les pierres brunes sont généralement appelées chacune œil-de-bœuf et peuvent être obtenues par chauffage d'un œil-de-tigre. Il existe également des pierres de même types mais bleues, nommées chacune œil-de-faucon, ces pierres bleues sont elle constituées de crocidolite, la forme fibreuse de la Riébeckite, qui est une autre des six variétés d'amiante. Elles peuvent être altérées dans des tons jaunes par chauffage artificiel également.
Les pierres de cette variété présentent une chatoyance remarquable, un effet optique que l'on nommait autrefois œil-de-chat. Cet effet associé à la teinte jaune-brun trahit l'origine du nom œil-de-tigre, rappelant l'animal en question.
L'œil-de-tigre et le cymophane (chrysobéryl œil-de-chat) n'ont en commun que le nom et l'effet de chatoyance puisqu'il s'agit de deux minéraux différents bien que l'œil-de-tigre ait été utilisé comme imitation (meilleur marché) du cymophane, plus rare : l'effet est dû à la structure héritée des fibres de crocidolite pour l'œil-de-tigre, tandis que pour le cymophane, il s'agit d'inclusions de rutile.

## Géologie
Les gisements les plus importants se trouvent en Afrique du Sud mais il en existe aussi dans l’ouest de l’Australie, en Myanmar, en Inde ou dans l’ouest des États-Unis en même temps qu'en Afrique centrale.
Ne pas confondre avec la pierre œil-de-chat de nature différente (variété de chrysobéryl) et plus dure (8,5 sur l'échelle de Mohs).